# SAPIO
『SAPIO』（サピオ）は、小学館から発行されていた雑誌である。
小学館が1987年、創業65周年を迎えたのを機に1989年5月創刊。発売日は、当初毎月第2・第4木曜日だったが、その後水曜日に変更、2012年10月10日発売の同年11月号から毎月10日、2017年9月4日発売の同年10月号から奇数月4日。2019年1月4日発売の同年1月号に“不定期刊”を称した（2月発売の「改元特別号」と銘打った4月号以降刊行されていない）。発行部数は6万3369部（2011年7月 - 12月、日本ABC協会調べ）。

## 内容
「国際情報誌」を称し、記事の内容は国際問題が主体だが、日本国内の教育、憲法、食料、自然災害、治安、歴史、軍事、皇室、メディアなどといった幅広い分野を扱う。執筆陣の主な論調は僚誌の週刊ポスト同様、保守的な傾向にある。中華人民共和国・大韓民国の現状（人権、ネット検閲、軍備強化など）や反日運動などに批判的な姿勢をとる。特に朝鮮民主主義人民共和国（北朝鮮）関連の記事（金日成・金正日父子の“伝説”など）についての特集記事が多い。
主力記事の一つとなっている小林よしのりの「新・ゴーマニズム宣言」や、落合信彦の「新世界大戦の時代」、大前研一の「人間力の時代」等が連載されているため、保守系といっても一般的な「親米財界寄り」の『諸君!』や『正論』などとはかなり論調・主張が異なっており、アメリカ合衆国や自由民主党を批判する要素もかなりの部分で持つ雑誌と言える。しかしそれと同時に革新・進歩主義の行う批判とは距離を置く。一方で国際問題を軍事力を中心に論じ、日本国憲法に否定的など従来の保守主義と同じ点も多い。
増刊号として2016年に「韓国「破裂」」、「北方領土、動く!」の2冊が出た。

## 2012年12月現在の連載
- 小林よしのり 『新・ゴーマニズム宣言』
  - →2006年6月に『ゴー宣・暫』にタイトル変更
  - →2007年9月に『ゴーマニズム宣言』にタイトル変更
  - →2009年から『ゴーマニズム宣言天皇論』に変更
  - →現在は『ゴーマニズム宣言 大東亜論』を連載中。
- 業田良家 『ガラガラポン!日本政治』
- 落合信彦 『新世界大戦の時代』
- 大前研一 『人間力の時代』
- 佐藤優 『SAPIO intelligence database（世界を読むための情報羅針盤）』
- 深川峻太郎（フリーライター・岡田仁志のペンネーム） 『日本人のホコロビ』
- ウィリー・ウォ＝ラップ・ラム 『北京探題』
- 『SAPIO'S EYE』
- 亀井肇 『SAPIO語身術』
- 川本三郎 『平成百色眼鏡 見たり読んだり』
- 名越健郎 『ザ ジョーク コンシェルジュ』
- 『フロム・リーダーズ』
- 『SAPIO川柳』
- 『THE WORLD FILMeX』

### 過去の連載
- 金民聲 『北朝鮮通信』
- 前屋毅 『NEVER GIVE UP』
- 杉山隆男 『兵士に告ぐ』 〜素顔の平成自衛隊
- 青沼陽一郎 『食料植民地・ニッポン』
- 櫻井よしこ 『みんなで創ろう!「憲法改正を発議する」』
- 田原総一朗VS坂野潤治 『大日本帝国下の民主主義』
- 青木直人 『対中ODAの真実』
- 田原総一朗 『「正義の罠」 リクルート事件と自民党-18年目の真実』
- 大薗友和 『世界「文化力」戦争大図解」』
- 一条さゆり 『仰天! 中国三面記事』
- 李登輝 『21世紀人へ』
- 『ワールドグルメがはまるニッポンの味」
- 工藤美代子 『関東大震災「朝鮮人虐殺」の真実』
- 上坂冬子 『がん闘病記』

ほか

## 主な常連執筆者
- 井沢元彦
- 潮匡人
- 惠谷治
- 大薗友和
- 古森義久
- 櫻井よしこ
- 野村旗守
- 水間政憲
- 森永卓郎
- 山村明義
- 李英和